# Lindblad Cove
Lindblad Cove är en vik i Antarktis. Den ligger i Västantarktis. Argentina, Chile och Storbritannien gör anspråk på området.
Viken är namngiven efter svenske Lars-Eric Lindblad (1927-1994) som på 1960-talet började arrangera resor till Antarktis.